# Universität von KwaZulu-Natal

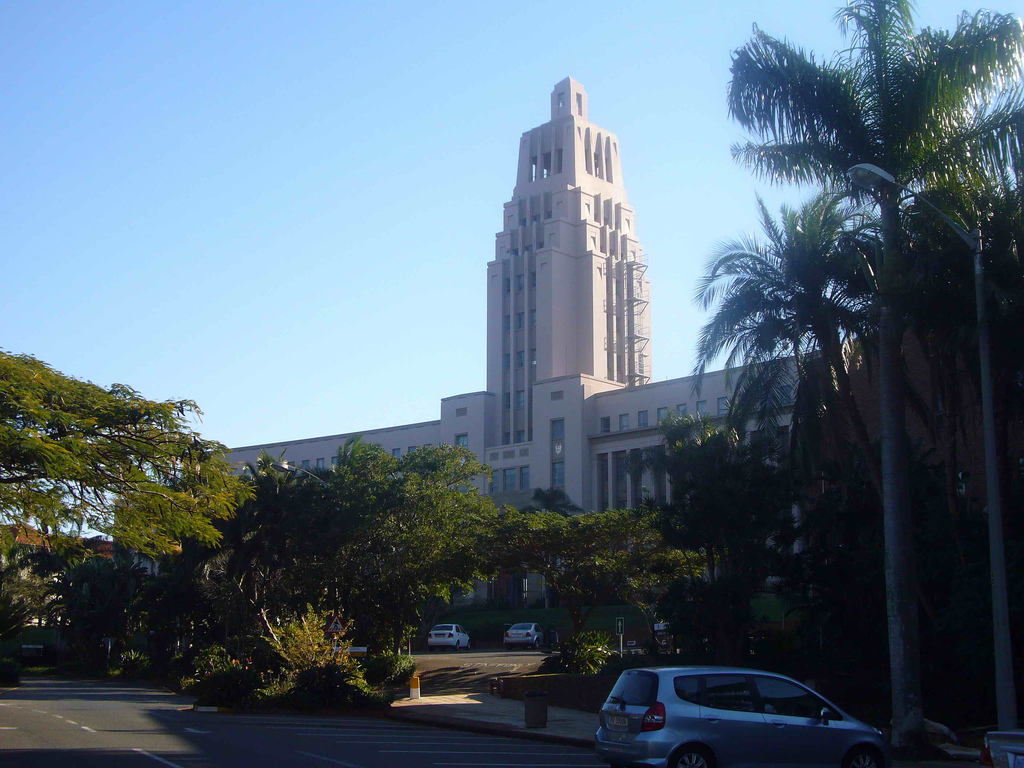
UKZN Howard College Campus

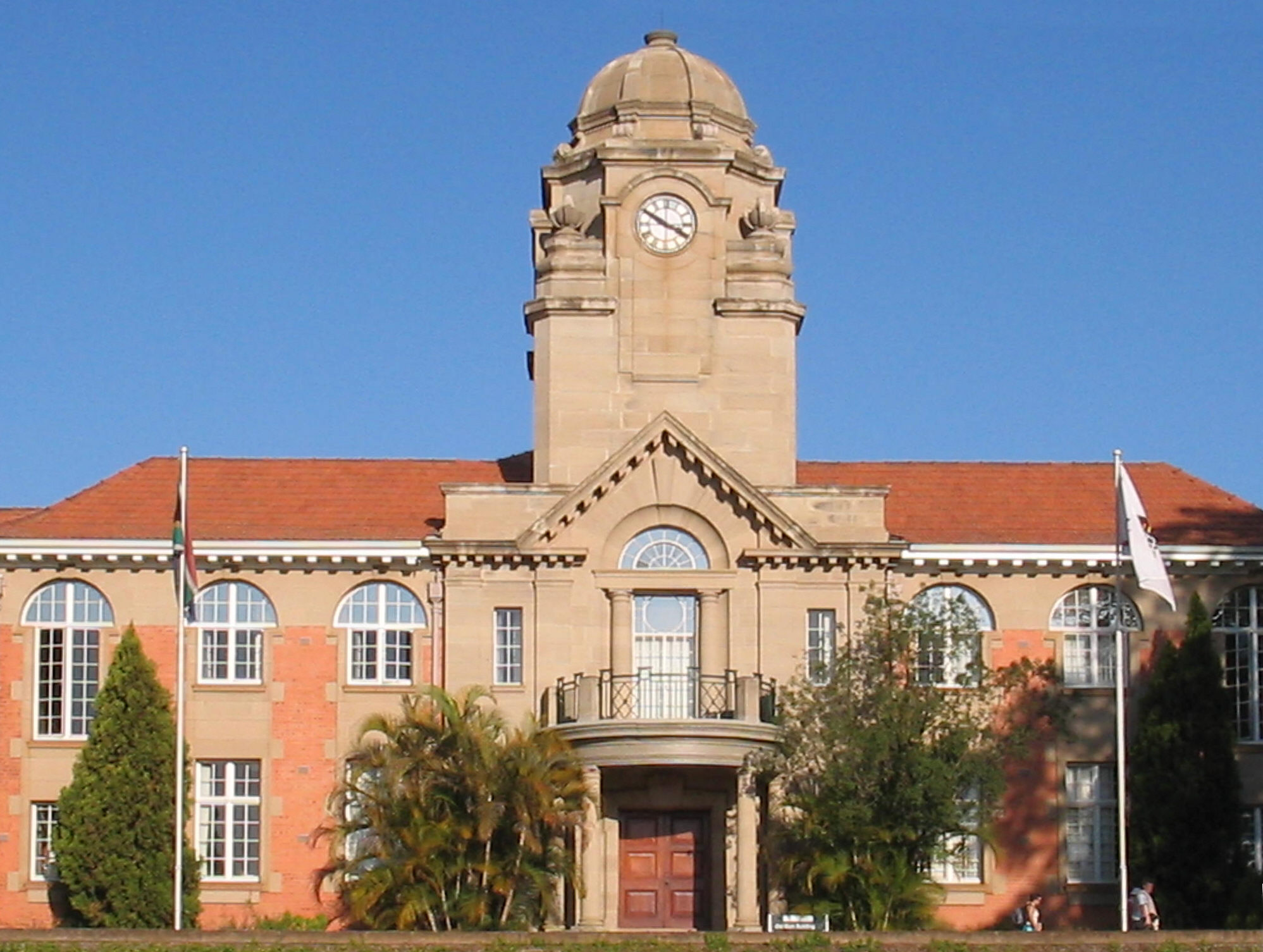
UKZN Pietermaritzburg Campus

Die Universität von KwaZulu-Natal (englisch University of KwaZulu-Natal, kurz UKZN) ist eine Universität in der Provinz KwaZulu-Natal in Südafrika. Sie entstand 2004 durch die Zusammenlegung der zwei größten Bildungseinrichtungen von KwaZulu-Natal, der Universität von Natal (1910 gegründet) und der Universität von Durban-Westville (1971 gegründet).

## Organisation
Die Universität wird von einem Vice-Chancellor („Vizekanzler“) geleitet, zum Executive Management gehören im Weiteren sechs stellvertretende Vizekanzler, ein geschäftsführender Dekan, ein geschäftsführender Direktor sowie ein CFO. Der Kanzler ist als höchster Repräsentant der Universität für die Verleihung von Abschlüssen zuständig. Die Leitung ist dem Universitätsrat verantwortlich, der zusammen mit dem Senat die Leitlinien festlegt sowie die Finanzplanung und akademische Angelegenheiten verantwortet.
Die Universität ist in vier Colleges eingeteilt:
- College of Humanities (Geisteswissenschaften),
- College of Agriculture, Engineering and Science (Landwirtschaft, Ingenieurwissenschaften, Naturwissenschaften),
- College of Health Sciences (Gesundheitswissenschaften),
- College of Law and Management Studies (Rechtswissenschaft und Wirtschaftswissenschaften).

Die einzelnen Colleges sind weiter in Schools unterteilt.

## Campusbereiche
Die Fakultäten sind auf fünf verschiedene Campusbereiche aufgeteilt
- Howard College Campus (⊙), Durban, Stadtteil Berea (bis 1931 Natal Technical College)
- PMB Campus (⊙), Pietermaritzburg,  (ehemals Natal University College (1906), später University of Natal)
- Westville Campus (⊙), Westville (ehemals University of Durban-Westville)
- Nelson R. Mandela School of Medicine (⊙), Durban (ehemals Medical School, später University of Natal Medical School (1951))
- Edgewood Campus (⊙), Pinetown (ehemals Edgewood College of Education)

Während der Apartheid war die Universität nur für Weiße zugelassen, obwohl es unter Ernst Gideon Malherbe Anstrengungen gab, Studenten anderer Ethnien zuzulassen. Die Universität von Durban-Westville mit ihrer Vorläuferinstitution University College for Indians war vom Apartheid-Regime ursprünglich für die indischstämmige Bevölkerung gegründet worden. Die 1950 gegründete Medical School war eine der wenigen tertiären Bildungseinrichtungen unter dem Apartheid-Regime, die Schwarzen offenstand.
Die Hochschule wurde 2008/09 mehrfach von Streiks der Lehrenden und Studierenden und von Polizeieinsätzen betroffen.

## Alumni
- Ela Gandhi (* 1940), Bachelor-Abschluss in Pädagogik
- Sol Kerzner (1935–2020), Weiterbildungsstudium
- Fatima Meer (1928–2010), Soziologin, Anti-Apartheid-Aktivistin
- Navanethem Pillay (* 1941), Bachelor of Laws
- Imani Sanga, Musikethnologe[9]
- Douglas Livingstone (1932–1996), Meeresbiologe und Dichter (Ehrendoktorat der Hochschule)